# Багновик чорнохвостий
Багновик чорнохвостий (Zapornia bicolor) — вид журавлеподібних птахів родини пастушкових (Rallidae). Поширений у Південній Азії.

## Поширення
Птах мешкає в східних районах Гімалаїв, у північних районах М'янми, Таїланду та Індокитаю, а також у південно-західному Китаї (південно-східний Тибет, Юньнань, південний Сичуань та східний Гуйчжоу). Трапляється в болотах і очеретах, на висотах до 3600 м над рівнем моря.

## Опис
Невеликий пастушок (завдовжки 22 см), з характерним червонувато-коричневим і сірим оперенням. Голова і шия темно-попелясто-сірого кольору, а решта верхніх відділів червонувато-бурі. За винятком білого підборіддя і чорного хвоста, нижня частина тіла однорідного темно-сірого кольору. Статі схожі. Райдужка червона, дзьоб зеленуватий з невеликою червоною плямою біля основи, ноги червоні.